# Грб општине Апатин

Грб Апатина је симбол целе општине Апатин, а уједно је и грб Апатина, њеног средишта. Грб је у облику штита у којем се налазе стилизовани детаљи који симболизују историју, привреду, географски положај и културу ове општине. Основне боје грба су црвена,плава и бела. Плава боја симболизује реку Дунав на којој се налази општина, која је и октвир грба са два угласта проширења у горњем делу. Грб се састоји од круга у цевеној боји, који је подељен назначеном таласастом линијом хоризонтално, која представља војвођавску равницу. Око круга се налази представа класја, које се спајају у врху где је стилизовани лист храста. Златна боја на грбу преко облика који представља сунце и класје и симболизје привредну грану општине Апатин, али у духу херадличког значења она одређује свечани и репрезентативни карактер грба.
Први грб  Апатина,са средине 18.века, приказан на најстаријој ведути града. На грбу се налази двоглави орао са круном и мачевима на доњој стари грба, док је у његовом средишту приказано бацање Светог Јована из Непомука са моста у реку, иначе чешког свеца, заштитника мостова, бродова, морнара и рибара.